# Aziatisch kampioenschap voetbal onder 20 - 2008
Het Aziatisch kampioenschap voetbal onder 20 van 2008 werd van 1 november 2008 tot en met 16 november 2008 gehouden in Saoedi-Arabië. De Verenigde Arabische Emiraten won het toernooi voor de eerste keer. In de finale werd Oezbekistan met 2–1 verslagen.
Dit toernooi dient tevens als kwalificatietoernooi voor het wereldkampioenschap voetbal onder 20 van 2009. De vier beste landen van dit toernooi plaatsen zich, dat zijn Australië, Oezbekistan, Verenigde Arabische Emiraten en Zuid-Korea.

## Gekwalificeerde landen
| - Australië - China - Iran - Irak | - Japan - Jordanië - Noord-Korea - Zuid-Korea | - Libanon - Syrië - Thailand - Tadzjikistan | - Oezbekistan - Verenigde Arabische Emiraten - Jemen - Saoedi-Arabië (Gastland) |

### Loting
| Pot 1                                 | Pot 2                              | Pot 3                                                   | Pot 4                           |
| ------------------------------------- | ---------------------------------- | ------------------------------------------------------- | ------------------------------- |
| Noord-Korea Japan Zuid-Korea Jordanië | China Irak Saoedi-Arabië Australië | Iran Thailand Verenigde Arabische Emiraten Tadzjikistan | Syrië Oezbekistan Jemen Libanon |

## Groepsfase

### Groep A
| Team          | Pts | Pld | W | D | L | GF | GA | GD  |
| ------------- | --- | --- | - | - | - | -- | -- | --- |
| Japan         | 7   | 3   | 2 | 1 | 0 | 10 | 3  | +7  |
| Saoedi-Arabië | 7   | 3   | 2 | 1 | 0 | 7  | 3  | +4  |
| Iran          | 3   | 3   | 1 | 0 | 2 | 5  | 6  | –1  |
| Jemen         | 0   | 3   | 0 | 0 | 3 | 1  | 11 | –10 |

|                               |                                                    |           |       |                                                                                               |
| 31 oktober 2008 16:15 (UTC+3) | Japan                                              | 5 – 0     | Jemen | Prince Mohamed bin Fahdstadion, Dammam Toeschouwers: 5.000 Scheidsrechter: Tayeb Shamsuzzaman |
| 31 oktober 2008 16:15 (UTC+3) | Mizunuma 12' 53' Nagai 32' Yamamoto 52' Suzuki 55' | (verslag) |       | Prince Mohamed bin Fahdstadion, Dammam Toeschouwers: 5.000 Scheidsrechter: Tayeb Shamsuzzaman |

|                       |                                 |           |                    |                                                                                              |
| 31 oktober 2008 18:45 | Saoedi-Arabië                   | 2 – 1     | Iran               | Prince Mohamed bin Fahdstadion, Dammam Toeschouwers: 8.000 Scheidsrechter: Benjamin Williams |
| 31 oktober 2008 18:45 | Abusabaan 9' (pen.) Al-Abid 87' | (verslag) | Hajsafi 35' (pen.) | Prince Mohamed bin Fahdstadion, Dammam Toeschouwers: 8.000 Scheidsrechter: Benjamin Williams |

|                               |           |           |                                        |                                                                                               |
| 2 november 2008 16:15 (UTC+3) | Jemen     | 1 – 4     | Saoedi-Arabië                          | Prince Mohamed bin Fahdstadion, Dammam Toeschouwers: 6.000 Scheidsrechter: Valentin Kovalenko |
| 2 november 2008 16:15 (UTC+3) | Mousa 31' | (verslag) | Al-Abid 11' Jezawi 47' 85' Khudari 83' | Prince Mohamed bin Fahdstadion, Dammam Toeschouwers: 6.000 Scheidsrechter: Valentin Kovalenko |

|                       |                         |           |                              |                                                                                               |
| 2 november 2008 18:45 | Iran                    | 2 – 4     | Japan                        | Prince Mohamed bin Fahdstadion, Dammam Toeschouwers: 1.000 Scheidsrechter: Fareed Ali Mohamed |
| 2 november 2008 18:45 | Hajsafi 20' Mousavi 26' | (verslag) | Miyazawa 1' Nagai 7' 33' 77' | Prince Mohamed bin Fahdstadion, Dammam Toeschouwers: 1.000 Scheidsrechter: Fareed Ali Mohamed |

|                               |              |           |               |                                                                                    |
| 4 november 2008 16:15 (UTC+3) | Japan        | 1 – 1     | Saoedi-Arabië | Prince Mohamed bin Fahdstadion, Dammam Toeschouwers: 7.000 Scheidsrechter: Tan Hai |
| 4 november 2008 16:15 (UTC+3) | Mizunuma 65' | (verslag) | Al-Qarni 57'  | Prince Mohamed bin Fahdstadion, Dammam Toeschouwers: 7.000 Scheidsrechter: Tan Hai |

|                               |                                 |           |       |                                                                                   |
| 4 november 2008 16:15 (UTC+3) | Iran                            | 2 – 0     | Jemen | Prins Saud bin Jalawistadion,Khobar Toeschouwers: 35 Scheidsrechter: Kim Dong-Jin |
| 4 november 2008 16:15 (UTC+3) | Mousavi 19' Ali-Mohammadi 90+1' | (verslag) |       | Prins Saud bin Jalawistadion,Khobar Toeschouwers: 35 Scheidsrechter: Kim Dong-Jin |

### Groep B
| Team       | Pts | Pld | W | D | L | GF | GA | GD |
| ---------- | --- | --- | - | - | - | -- | -- | -- |
| V.A.E.     | 9   | 3   | 3 | 0 | 0 | 6  | 2  | +4 |
| Zuid-Korea | 6   | 3   | 2 | 0 | 1 | 4  | 2  | +2 |
| Irak       | 3   | 3   | 1 | 0 | 2 | 3  | 5  | –2 |
| Syrië      | 0   | 3   | 0 | 0 | 3 | 1  | 5  | –4 |

|                               |                      |           |       |                                                                                        |
| 31 oktober 2008 16:15 (UTC+3) | Zuid-Korea           | 1 – 0     | Syrië | Prins Saud bin Jalawistadion,Khobar Toeschouwers: 750 Scheidsrechter: Hedayat Mombeini |
| 31 oktober 2008 16:15 (UTC+3) | Kim Young-Gwon 90+3' | (verslag) |       | Prins Saud bin Jalawistadion,Khobar Toeschouwers: 750 Scheidsrechter: Hedayat Mombeini |

|                       |               |           |                              |                                                                                           |
| 31 oktober 2008 18:45 | Irak          | 1 – 2     | Verenigde Arabische Emiraten | Prins Saud bin Jalawistadion,Khobar Toeschouwers: 300 Scheidsrechter: Abdulrahman Hussain |
| 31 oktober 2008 18:45 | Ali Oudah 84' | (verslag) | Ismaeel 65' Fawzi 75'        | Prins Saud bin Jalawistadion,Khobar Toeschouwers: 300 Scheidsrechter: Abdulrahman Hussain |

|                               |             |           |                   |                                                                               |
| 2 november 2008 16:15 (UTC+3) | Syrië       | 1 – 2     | Irak              | Prins Saud bin Jalawistadion,Khobar Toeschouwers: 300 Scheidsrechter: Tan Hai |
| 2 november 2008 16:15 (UTC+3) | Al-Suma 88' | (verslag) | Ali Oudah 49' 65' | Prins Saud bin Jalawistadion,Khobar Toeschouwers: 300 Scheidsrechter: Tan Hai |

|                       |                              |           |                  |                                                                                         |
| 2 november 2008 18:45 | Verenigde Arabische Emiraten | 2 – 1     | Zuid-Korea       | Prins Saud bin Jalawistadion,Khobar Toeschouwers: 300 Scheidsrechter: Benjamin Williams |
| 2 november 2008 18:45 | Khalil 90+2' Fardan 90+3'    | (verslag) | Kim Dong-Sub 28' | Prins Saud bin Jalawistadion,Khobar Toeschouwers: 300 Scheidsrechter: Benjamin Williams |

|                       |       |           |                              |                                                                                          |
| 4 november 2008 18:45 | Syrië | 0 – 2     | Verenigde Arabische Emiraten | Prins Saud bin Jalawistadion,Khobar Toeschouwers: 150 Scheidsrechter: Hiroyoshi Takayama |
| 4 november 2008 18:45 |       | (verslag) | Ismaeel 54' Fawzi 90'        | Prins Saud bin Jalawistadion,Khobar Toeschouwers: 150 Scheidsrechter: Hiroyoshi Takayama |

|                       |                                  |           |      |                                                                                             |
| 4 november 2008 18:45 | Zuid-Korea                       | 2 – 0     | Irak | Prince Mohamed bin Fahdstadion, Dammam Toeschouwers: 400 Scheidsrechter: Valentin Kovalenko |
| 4 november 2008 18:45 | Kim Bo-Kyung 23' Moon Ki-Han 87' | (verslag) |      | Prince Mohamed bin Fahdstadion, Dammam Toeschouwers: 400 Scheidsrechter: Valentin Kovalenko |

### Groep C
| Team         | Pts | Pld | W | D | L | GF | GA | GD  |
| ------------ | --- | --- | - | - | - | -- | -- | --- |
| China        | 7   | 3   | 2 | 1 | 0 | 9  | 1  | +8  |
| Noord-Korea  | 5   | 3   | 1 | 2 | 0 | 5  | 1  | +4  |
| Tadzjikistan | 4   | 3   | 1 | 1 | 1 | 6  | 8  | –2  |
| Libanon      | 0   | 3   | 0 | 0 | 3 | 2  | 12 | –10 |

|                               |                                                                 |           |         |                                                                                             |
| 1 november 2008 16:15 (UTC+3) | Noord-Korea                                                     | 4 – 0     | Libanon | Prince Mohamed bin Fahdstadion, Dammam Toeschouwers: 50 Scheidsrechter: Mahmood Al-Ghatrifi |
| 1 november 2008 16:15 (UTC+3) | An Il-Bom 15' Jo Jong-Chol 32' Ri Sang-Chol 64' Ri Hyong-Mu 90' | (verslag) |         | Prince Mohamed bin Fahdstadion, Dammam Toeschouwers: 50 Scheidsrechter: Mahmood Al-Ghatrifi |

|                       |                                                                                           |           |              |                                                                                            |
| 1 november 2008 18:45 | China                                                                                     | 6 – 0     | Tadzjikistan | Prince Mohamed bin Fahdstadion, Dammam Toeschouwers: 200 Scheidsrechter: Mukthar Al-Yarimi |
| 1 november 2008 18:45 | Farkhod Vasiev 19' (e.d.) Zhou Liao 21' 33' Zhang Yuan 28' Cao Yunding 41' Piao Cheng 45' | (verslag) |              | Prince Mohamed bin Fahdstadion, Dammam Toeschouwers: 200 Scheidsrechter: Mukthar Al-Yarimi |

|                               |              |           |                                              |                                                                                             |
| 3 november 2008 16:15 (UTC+3) | Libanon      | 1 – 3     | China                                        | Prince Mohamed bin Fahdstadion, Dammam Toeschouwers: 150 Scheidsrechter: Tayeb Shamsuzzaman |
| 3 november 2008 16:15 (UTC+3) | Mannaa 45+2' | (verslag) | Tan Yang 58' Hui Jiakang 64' Zhou Liao 90+1' | Prince Mohamed bin Fahdstadion, Dammam Toeschouwers: 150 Scheidsrechter: Tayeb Shamsuzzaman |

|                       |                  |           |                 |                                                                                           |
| 3 november 2008 18:45 | Tadzjikistan     | 1 – 1     | Noord-Korea     | Prince Mohamed bin Fahdstadion, Dammam Toeschouwers: 300 Scheidsrechter: Hedayat Mombeini |
| 3 november 2008 18:45 | Shohzukhurov 58' | (verslag) | An Il-Bom 90+1' | Prince Mohamed bin Fahdstadion, Dammam Toeschouwers: 300 Scheidsrechter: Hedayat Mombeini |

|                               |             |       |       |                                                                                              |
| 5 november 2008 16:15 (UTC+3) | Noord-Korea | 0 – 0 | China | Prince Mohamed bin Fahdstadion, Dammam Toeschouwers: 100 Scheidsrechter: Abdulrahman Hussain |
| 5 november 2008 16:15 (UTC+3) | (verslag)   |       |       | Prince Mohamed bin Fahdstadion, Dammam Toeschouwers: 100 Scheidsrechter: Abdulrahman Hussain |

|                               |                                                                               |           |           |                                                                                           |
| 5 november 2008 16:15 (UTC+3) | Tadzjikistan                                                                  | 5 – 1     | Libanon   | Prins Saud bin Jalawistadion,Khobar Toeschouwers: 200 Scheidsrechter: Mahmood Al-Ghatrifi |
| 5 november 2008 16:15 (UTC+3) | Tokhirov 11' Shohzukhurov 54' (pen.). 90+4' (pen.) Tukhtasunov 55' Vasiev 83' | (verslag) | Zreik 42' | Prins Saud bin Jalawistadion,Khobar Toeschouwers: 200 Scheidsrechter: Mahmood Al-Ghatrifi |

### Groep D
| Team        | Pts | Pld | W | D | L | GF | GA | GD |
| ----------- | --- | --- | - | - | - | -- | -- | -- |
| Australië   | 7   | 3   | 2 | 1 | 0 | 4  | 2  | +2 |
| Oezbekistan | 7   | 3   | 2 | 1 | 0 | 3  | 1  | +2 |
| Thailand    | 3   | 3   | 1 | 0 | 2 | 3  | 4  | –1 |
| Jordanië    | 0   | 3   | 0 | 0 | 3 | 3  | 6  | –3 |

|                               |          |           |             |                                                                                          |
| 1 november 2008 16:15 (UTC+3) | Jordanië | 0 – 1     | Oezbekistan | Prins Saud bin Jalawistadion,Khobar Toeschouwers: 300 Scheidsrechter: Hiroyoshi Takayama |
| 1 november 2008 16:15 (UTC+3) |          | (verslag) | Mirzaev 3'  | Prins Saud bin Jalawistadion,Khobar Toeschouwers: 300 Scheidsrechter: Hiroyoshi Takayama |

|                       |           |           |          |                                                                                    |
| 1 november 2008 18:45 | Australië | 1 – 0     | Thailand | Prins Saud bin Jalawistadion,Khobar Toeschouwers: 150 Scheidsrechter: Kim Dong-Jin |
| 1 november 2008 18:45 | Munro 20' | (verslag) |          | Prins Saud bin Jalawistadion,Khobar Toeschouwers: 150 Scheidsrechter: Kim Dong-Jin |

|                               |             |           |               |                                                                                           |
| 3 november 2008 16:15 (UTC+3) | Oezbekistan | 1 – 1     | Australië     | Prins Saud bin Jalawistadion,Khobar Toeschouwers: 250 Scheidsrechter: Mahmood Al-Ghatrifi |
| 3 november 2008 16:15 (UTC+3) | Karimov 37' | (verslag) | Minniecon 48' | Prins Saud bin Jalawistadion,Khobar Toeschouwers: 250 Scheidsrechter: Mahmood Al-Ghatrifi |

|                       |                                             |           |                        |                                                                                         |
| 3 november 2008 18:45 | Thailand                                    | 3 – 2     | Jordanië               | Prins Saud bin Jalawistadion,Khobar Toeschouwers: 100 Scheidsrechter: Mukthar Al-Yarimi |
| 3 november 2008 18:45 | Namueangrak 28' Srichaloung 63' Nooprom 65' | (verslag) | Amer 80' Rawashdeh 87' | Prins Saud bin Jalawistadion,Khobar Toeschouwers: 100 Scheidsrechter: Mukthar Al-Yarimi |

|                       |          |           |             |                                                                                          |
| 5 november 2008 18:45 | Thailand | 0 – 1     | Oezbekistan | Prins Saud bin Jalawistadion,Khobar Toeschouwers: 300 Scheidsrechter: Fareed Ali Mohamed |
| 5 november 2008 18:45 |          | (verslag) | Musaev 34'  | Prins Saud bin Jalawistadion,Khobar Toeschouwers: 300 Scheidsrechter: Fareed Ali Mohamed |

|                       |            |           |                            |                                                                                           |
| 5 november 2008 18:45 | Jordanië   | 1 – 2     | Australië                  | Prince Mohamed bin Fahdstadion, Dammam Toeschouwers: 150 Scheidsrechter: Hedayat Mombeini |
| 5 november 2008 18:45 | Khalil 81' | (verslag) | Lujic 40' Ryall 71' (pen.) | Prince Mohamed bin Fahdstadion, Dammam Toeschouwers: 150 Scheidsrechter: Hedayat Mombeini |

## Knock-outfase
|  | kwartfinale         | kwartfinale          |                      |        | halve finale | halve finale |  |  | finale | finale |
|  |                     |                      |                      |        |              |              |  |  |        |        |
|  |                     |                      |                      |        |              |              |  |  |        |        |
|  | 8 november – Dammam |                      |                      |        |              |              |  |  |        |        |
|  |                     |                      |                      |        |              |              |  |  |        |        |
|  | Japan               | 0                    |                      |        |              |              |  |  |        |        |
|  | Japan               | 0                    | 11 november – Dammam |        |              |              |  |  |        |        |
|  | Zuid-Korea          | 3                    |                      |        |              |              |  |  |        |        |
|  | Zuid-Korea          | 3                    | Zuid-Korea           | 0      |              |              |  |  |        |        |
|  | 8 november – Khobar |                      | Zuid-Korea           | 0      |              |              |  |  |        |        |
|  |                     | Oezbekistan          | 1                    |        |              |              |  |  |        |        |
|  | China               | Oezbekistan          | 1                    | 0 (3)  |              |              |  |  |        |        |
|  | China               |                      | 14 november – Dammam | 0 (3)  |              |              |  |  |        |        |
|  | Oezbekistan (pen)   | 0 (4)                |                      |        |              |              |  |  |        |        |
|  | Oezbekistan (pen)   | 0 (4)                | V.A.E.               | 2      |              |              |  |  |        |        |
|  | 8 november – Dammam |                      | V.A.E.               | 2      |              |              |  |  |        |        |
|  |                     | Oezbekistan          | 1                    |        |              |              |  |  |        |        |
|  | V.A.E.              | Oezbekistan          | 1                    | 1      |              |              |  |  |        |        |
|  | V.A.E.              | 11 november – Dammam |                      | 1      |              |              |  |  |        |        |
|  | Saoedi-Arabië       | 0                    |                      |        |              |              |  |  |        |        |
|  | Saoedi-Arabië       | 0                    | V.A.E.               | 3      |              |              |  |  |        |        |
|  | 8 november – Khobar |                      | V.A.E.               | 3      |              |              |  |  |        |        |
|  |                     | Australië            | 0                    |        |              |              |  |  |        |        |
|  | Australië           | Australië            | 0                    | 2 n.v. |              |              |  |  |        |        |
|  | Australië           |                      |                      | 2 n.v. |              |              |  |  |        |        |
|  | Noord-Korea         | 1                    |                      |        |              |              |  |  |        |        |
|  | Noord-Korea         | 1                    |                      |        |              |              |  |  |        |        |

### Kwartfinale
|                               |       |           |                                                      |                                                                                             |
| 8 november 2008 16:15 (UTC+3) | Japan | 0 – 3     | Zuid-Korea                                           | Prince Mohamed bin Fahdstadion, Dammam Toeschouwers: 500 Scheidsrechter: Fareed Ali Mohamed |
| 8 november 2008 16:15 (UTC+3) |       | (verslag) | Yu Ji-No 21' Cho Young-Cheol 84' Choi Jung-Han 90+2' | Prince Mohamed bin Fahdstadion, Dammam Toeschouwers: 500 Scheidsrechter: Fareed Ali Mohamed |

|                               |                              |           |               |                                                                                                |
| 8 november 2008 19:30 (UTC+3) | Verenigde Arabische Emiraten | 1 – 0     | Saoedi-Arabië | Prince Mohamed bin Fahdstadion, Dammam Toeschouwers: 8.000 Scheidsrechter: Abdulrahman Hussain |
| 8 november 2008 19:30 (UTC+3) | Awana 64'                    | (verslag) |               | Prince Mohamed bin Fahdstadion, Dammam Toeschouwers: 8.000 Scheidsrechter: Abdulrahman Hussain |

|                               |           |                        |             |                                                                       |
| 8 november 2008 16:15 (UTC+3) | China     | 0 – 0 (n.v.) (3–4 Pen) | Oezbekistan | Prins Saud bin Jalawistadion,Khobar Scheidsrechter: Benjamin Williams |
| 8 november 2008 16:15 (UTC+3) | (verslag) |                        |             | Prins Saud bin Jalawistadion,Khobar Scheidsrechter: Benjamin Williams |

|                 |                   |              |                    |                                     |
| 8 november 2008 | Australië         | 2 – 1 (n.v.) | Noord-Korea        | Prins Saud bin Jalawistadion,Khobar |
| 8 november 2008 | Nichols 11'. 113' | (verslag)    | Myong Cha-Hyon 53' | Prins Saud bin Jalawistadion,Khobar |

### Halve finale
|                                |            |           |             |                                                                                           |
| 11 november 2008 16:15 (UTC+3) | Zuid-Korea | 0 – 1     | Oezbekistan | Prince Mohamed bin Fahdstadion, Dammam Toeschouwers: 300 Scheidsrechter: Hedayat Mombeini |
| 11 november 2008 16:15 (UTC+3) |            | (verslag) | Karimov 17' | Prince Mohamed bin Fahdstadion, Dammam Toeschouwers: 300 Scheidsrechter: Hedayat Mombeini |

|                                |                                |           |           |                                                                                               |
| 11 november 2008 19:30 (UTC+3) | Verenigde Arabische Emiraten   | 3 – 0     | Australië | Prince Mohamed bin Fahdstadion, Dammam Toeschouwers: 1.000 Scheidsrechter: Hiroyoshi Takayama |
| 11 november 2008 19:30 (UTC+3) | Khalil 4' Essa 12' Hussain 85' | (verslag) |           | Prince Mohamed bin Fahdstadion, Dammam Toeschouwers: 1.000 Scheidsrechter: Hiroyoshi Takayama |

### Finale
|                        |             |           |                              |                                                                                    |
| 14 november 2008 18:45 | Oezbekistan | 1 – 2     | Verenigde Arabische Emiraten | Prince Mohamed bin Fahdstadion, Dammam Toeschouwers: 5.500 Scheidsrechter: Tan Hai |
| 14 november 2008 18:45 | Turaev 64'  | (verslag) | Khalil 33' 72'               | Prince Mohamed bin Fahdstadion, Dammam Toeschouwers: 5.500 Scheidsrechter: Tan Hai |